# 阿爾施維爾
阿爾施維爾（德語：Allschwil，德語發音：[ˈalʃˌviːl]）是瑞士巴塞爾鄉村州的一个市镇，位於該國北部，面積为8.92平方公里，海拔高度285米，截至2018年12月31日总人口为21,150人。

## 外部連結
- Official website （页面存档备份，存于） （德文）
- Baselland Transport AG （页面存档备份，存于） （德文）